# Jacques Rastoin
Pour les articles homonymes, voir Rastoin.
Jacques Rastoin, né le 19 février 1900 à Marseille et mort le 17 juin 1979 à Gignac-la-Nerthe, est un banquier, industriel et homme politique français.

## Biographie
Jacques Rastoin est le fils de l'industriel Émile Rastoin (1865-1942), président de la Chambre de commerce et adjoint au maire de Marseille, et de Clotilde Jauffret.
Entré dans les affaires familiales, il est président de la Caisse d'épargne et de prévoyance des Bouches-du-Rhône (1950-) et des Nouvelles savonneries françaises (1959-1965), président-directeur général de la Société financière de l'Huilerie nouvelle à Marseille (1961-1976), vice-président de la chambre syndicale des fabricants de savon de Marseille et de l'Union nationale des caisses d'épargne de France (1953-), président de l'Union régionale des caisses d'épargne du Midi et du Sud-Est et de la Conférence des caisses d'épargne d'outre-mer de la zone franc (1954-).
Il est élu conseiller municipal CNIP à Marseille sur la liste d'Henry Bergasse en 1953 et devient premier adjoint au maire de Gaston Defferre.
Il est sénateur des Bouches-du-Rhône du 11 mars 1966 - 1er octobre 1971.

## Détail des fonctions et des mandats
Mandat locaux
- 1953-1977 : conseiller municipal de Marseille

Mandat parlementaire
- 11 mars 1966 - 1er octobre 1971 : Sénateur des Bouches-du-Rhône